# Regiunea Mîkolaiiv
Mîkolaiiv sau Nikolaev (în ucraineană Миколаївська область, transliterat: Mîkolaiivska oblast) este o regiune din Ucraina. Capitala sa este orașul Mîkolaiiv.

## Demografie
Componența lingvistică a regiunii Mîkolaiiv
     Ucraineană (69,2%)
     Rusă (29,26%)
     Alte limbi (0,91%)
     Română/"Moldovenească" (1%)
Conform recensământului din 2001, majoritatea populației regiunii Mîkolaiiv era vorbitoare de ucraineană (69,2%), existând în minoritate și vorbitori de rusă (29,26%).

## Organizare administrativă
| Raion              | Reședința raionului | Suprafață km2 | Populație 2020 |
| ------------------ | ------------------- | ------------- | -------------- |
| Raionul Mîkolaiv   | Mîkolaiv            | 7.443,7       | 656.300        |
| Raionul Baștanka   | Baștanka            | 6.714,9       | 140.500        |
| Raionul Pervomaisk | Pervomaisk          | 3.797,2       | 151.800        |
| Raionul Voznesensk | Voznesensk          | 6.081         | 182.500        |
| Regiunea Mîkolaiv  |                     | 24.598        | 1.141.324      |